# پارونوواتس
پارونوواتس (به صربی: Parunovac) یک منطقهٔ مسکونی در صربستان است که در کروشواتس واقع شده‌است. پارونوواتس ۴٬۷۵۳ نفر جمعیت دارد.